# فاهداه فاسيل
فاهداه فاسيل هو ممثل ومنتج هندي ولد في 8 أغسطس 1982.

## روابط خارجية
فاهداه فاسيل على موقع IMDb (الإنجليزية)
- فاهداه فاسيل على موقع قاعدة بيانات الفيلم (الإنجليزية)